# József Andrusch
József Andrusch, né le 31 mars 1956 à Budapest, est un footballeur international hongrois, évoluant au poste de gardien de but du milieu des années 1970 au début des années 1990.

## Biographie

### En club
József Andrusch fait ses débuts au Hódmezővásárhelyi Porcelán, puis rejoint le Fősped Szállítók Budapest et le Volán SC Budapest.
Après un passage au Dorogi FC, il signe au Budapest Honvéd en 1982 puis rejoint le Vasas SC en 1987. 
Avec le Budapest Honvéd il remporte deux titres de champion de Hongrie et une Coupe de Hongrie. Il joue également sept matchs en Coupe d'Europe des clubs champions avec cette équipe.
Il met un terme à sa carrière professionnelle en 1990.

### En équipe nationale
József Andrusch est sélectionné à cinq reprises en équipe de Hongrie entre 1984 et 1986. 
Il reçoit sa première sélection en équipe nationale le 25 août 1984 face au Mexique et sa dernière le 2 février 1986 face au Qatar.
Il joue trois matchs comptant pour les éliminatoires de la coupe du monde 1986.

### Carrière d'entraîneur
Il entraîne actuellement les gardiens de l'équipe nationale.

## Palmarès
- Championnat de Hongrie : 
  - Champion en 1984, 1985 et 1986 avec le Budapest Honvéd

- Coupe de Hongrie : 
  - Vainqueur en 1985 avec le Budapest Honvéd